# 미카와시마정
미카와시마정(三河島町)은 도쿄부 기타토시마군에 설치되었던 정이다. 현재의 아라카와구 중부에 해당한다.